# 비둘기의 휴일
비둘기의 휴일(鳩の休日 하토노큐지쓰[*])은 닛폰 TV 방송망(NTV)의 방송 개시 및 종료 때 주로 쓰는 국명 고지이다. 그러나 이 노래는 후카이 시로가 작곡하고 있는 배경 음악이나 곡명으로 널리 알려져 왔으며, 일종의 주제가이다.

## 역사

### 국명 고지로서
1953년 8월 28일 NTV가 정식으로 개국한 이래 NTV에서 계속 쓰이는 국명 고지이다.

### 노래로서
컬러판의 경우 1972년 7월 1일부터 방송되고 있는 것으로 보였으며, 이 영상이 2001년 9월 30일까지 48년 동안 쓰이는 것으로 알려져 왔다. 그리고 1978년 9월 28일부터 스테레오판까지도 등장시켰던 것으로 드러났으며, 심지어는 뉴스 방송 때에도 가끔 사용된 적이 있었다. 그 외에도 2011년 7월 24일 아날로그 방송 종료 임박을 앞두고 그 시기에도 이 음악이 잠깐 선보였고, 2014년에도 역시 이 음악이 처음 쓰인 뒤 60주년을 기념하여 특집으로 잠시 선보였다.